# 广西壮族自治区人民检察院
广西壮族自治区人民检察院是广西壮族自治区的检察机关，现任检察长为杨正根。